# Palatka (Florida)
Palatka és una població dels Estats Units, seu del comtat de Putnam, a l'estat de Florida. Segons el cens del 2004 tenia 10.796 habitants.

## Demografia
Segons el cens del 2000, Palatka tenia 10.033 habitants. La densitat de població era de 556,6 habitants/km².
Per edats la població es repartia de la següent manera: un 28,6% tenia menys de 18 anys, un 10,1% entre 18 i 24, un 24,6% entre 25 i 44, un 19% de 45 a 60 i un 17,7% 65 anys o més.
L'edat mediana era de 34 anys. Per cada 100 dones de 18 o més anys hi havia 75,8 homes.
La renda mediana per habitatge era de 18.129 $ i la renda mediana per família de 26.076 $. Els homes tenien una renda mediana de 27.716 $ mentre que les dones 19.187 $. La renda per capita de la població era d'11.351 $. Entorn del 27,9% de les famílies i el 33,1% de la població estaven per davall del llindar de pobresa.

## Poblacions més properes
El següent diagrama mostra les poblacions més properes.